# إدوين أ. دوس
إدوين أ. دوس (بالإنجليزية: Edwin A. Doss) هو طيار مقاتل أمريكي، ولد في 14 سبتمبر 1914 في ريكتور في الولايات المتحدة، وتوفي في 7 يناير 1996 في ريفرسايد في الولايات المتحدة.